# Witold Pilecki
Witold Pilecki (Olonyec; oroszul: Олонец; finnül: Aunus; Olonyeci járás, Karélia, Oroszország, 1901. május 13. – Varsó, 1948. május 25.) a lengyel ellenállás hősi alakja, az egyetlen ismert fogoly, aki önként vállalta az auschwitzi rabságot, hogy ott felderítést végezzen és konspirációs szervezetet létesítsen. 1948-ban „merénylet előkészítése és a népi demokratikus Lengyel Népköztársaság elleni kémkedés” vádjával halálra ítélték és kivégezték.

## Ifjúsága, családja
A Pilecki családot az 1863-as januári felkelésben való részvétel miatt telepítették ki Észak-Oroszországba. Nagyapja, Józef Pilecki hét évet töltött szibériai száműzetésben. Apja, Julian Pilecki a szentpétervári erdészeti tanulmányok után kapott állást Karéliában, és miután feleségül vette Ludwika Osiecimskát, Olonyecbe költöztek. Öt gyermekük született: Maria, Józef (ötéves korában meghalt), Witold, Wanda és Jerzy.
A család 1910-ben Vilniusba költözött, ahol Witold kereskedelmi iskolába járt. 1914-től a betiltott lengyel cserkészekhez (harcerekhez) tartozott.
1918-tól a lengyel hadseregben szolgált, 1919–1921 között részt vett a lengyel–szovjet háborúban: először Grodno védelmében, majd 1920. augusztus 5-től a 211-es ulánus ezred tagjaként a varsói ütközetben és Wilno visszavételében. Helytállásáért kétszer is megkapta a Krzyż Walecznych (Vitézek Érdemkereszje) elnevezésű kitüntetést.

## Két háború között
Ahogy a harcok az 1921-es rigai békével lezárultak, befejezte középiskolai tanulmányait és ugyanebben az évben Wilnóban leérettségizett. Tiszthelyettesi vizsgát tett, később tiszti tanfolyamra járt. 1926-ban lovassági kadét, majd tartalékos alhadnagy. Emellett a Sukurcze községben lévő családi birtokon gazdálkodott és a helyi közélet aktív tagja volt.
1931. április 7-én feleségül vette Maria Ostrowskát (1906 – 2002. február 6.). Házasságukból két gyermekük született: Andrzej (1932. január 16.) és Zofia (1933. március 14.).
1938-ban ezüst érdemkeresztet kapott társadalmi tevékenységéért.

## A második világháború kezdete
Az általános mozgósítás során 1939. augusztus 26-án hívták be tényleges szolgálatra és a 19. gyalogsági hadosztály kötelékében egy lovasszakasz parancsnokságával bízták meg. Ahogy a német támadás részlegesen megsemmisítette egységüket, Lwów, majd a román hídfő felé vonult vissza. Itt csatlakozott a Jan Włodarkiewicz őrnagy parancsnoksága alatt szerveződő 41. gyalogsági hadosztályhoz. A szeptemberi harcok során Pilecki alegysége 7 német harckocsit és 3 repülőgépet semmisített meg.
Szeptember 17-én a Molotov–Ribbentrop-paktum titkos záradékának megfelelően a szovjet hadsereg megkezdte a kelet-lengyelországi területek elfoglalását. Szeptember 22-re a hadosztály feloszlott és egységeinek többsége megadta magát.

## Titkos szervezkedések
Pilecki Włodarkiewicz őrnaggyal Varsóba ment és 1939. november 9-én a két katona megalakította a megszállt Lengyelország első földalatti szervezetét, a Titkos Lengyel Hadsereget (Tajna Armia Polska, TAP). Pilecki törzsfőnökként, majd főszemlélőként olyan eredményesen szervezte a titkos működést, hogy tevékenységük Varsón kívül kiterjedt Közép-Lengyelország több nagyvárosára is (Siedlce, Radom, Lublin), és 1940-re már hozzávetőleg 8000 tagot számláltak (ezek fele rendelkezett lőfegyverrel). 1941–1942 fordulóján a TAP beolvadt a Fegyveres Harci Szövetségbe (Związek Walki Zbrojnej, ZWZ), későbbi, ismertebb nevén a Honi Hadseregbe (Armia Krajowa, AK).

## 945 nap Auschwitzban

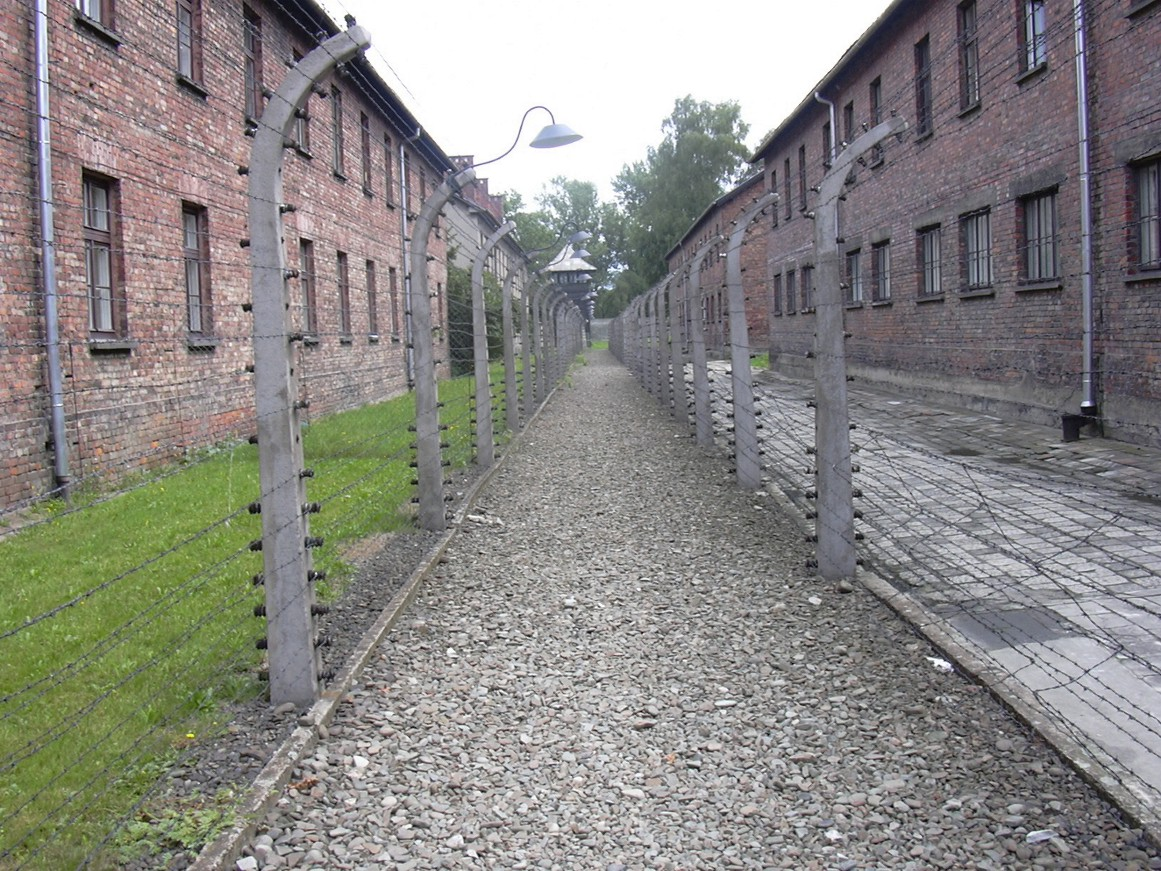
Az auschwitzi gyűjtőtábor kettős elektromos kerítése

1940-ben Pilecki azzal a tervvel lépett felettesei elé, hogy bejut a németek által Auschwitz városban működtetett és szigorúan őrzött Konzentrationslager Auschwitz-Birkenau elnevezésű objektumba és információt gyűjt a közvélemény által nem ismert tábor működéséről, továbbá ott belső, titkos ellenállási mozgalmat szervez. Elöljárói támogatták elképzelését és Tomasz Serafiński névvel hamis igazolványt kapott. 1940. szeptember 19-én egy varsói utcai razzia alkalmával hagyta, hogy a németek elfogják. Kétnapos kínvallatás után – több más fogollyal együtt – Auschwitzba szállították, ahol a karjára a 4859-es számot tetoválták. A táborban több csapatban (komando) is dolgozott és átvészelt egy tüdőgyulladást is. Közben megszervezte a Katonai Szervezetek Szövetségét (Związek Organizacji Wojskowej, ZOW), amelybe több kisebb ellenállási sejt is beolvadt. A ZOW célja a foglyok erkölcsi tartásának megerősítése, a külső információk elterjesztése, tagjainak élelem és ruházat juttatása, hírek kijuttatása és arra az esetre, ha a tábor ellen a Honi Hadsereg, deszantcsapatok, vagy az Angliában állomásozó 1. Független Lengyel Ejtőernyős Dandár egységei támadást indítanának, akkor ezt belülről támogassák.
A ZOW 1940 októberétől küldte jelentéseit Varsóba. 1941 márciusától a lengyel ellenállás a jelentéseket eljuttatta a brit kormánynak is. Ezek a dokumentumok jelentették a nyugati szövetséges hatalmak hírszerzése számára az alapvető forrásokat Auschwitzról. Azonban Pilecki hiába számított a külső rajtaütésre vagy támadásra – egy ilyen kivitelezését lehetetlennek tartották a megfontolt mérlegelők.
1941. november 11-én, tábori fogolyként Stefan (Grot) Rowecki tábornok hadnaggyá léptette elő.
Időközben a Gestapo fokozta a hajszát a ZOW tagjai után és több személyt elfogott, kivégzett. Pilecki elhatározta, hogy megszökik a táborból és személyesen győzi meg a Honi Hadsereg vezetőit arról, hogy a tábor megtámadása igenis mérlegelhető lehetőség. Amikor aztán 1943. április 26-án a tábor kerítésen kívül lévő pékségébe éjszakai műszakra osztották be, két társával együtt lefegyverezte az őrséget, elvette a németek papírjait, elvágta a telefonvonalat és megszökött.

## Visszatérés: a varsói felkelés

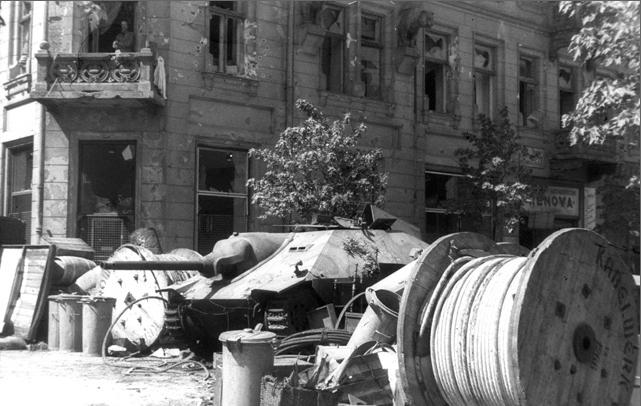
Barikád a varsói felkelés idején zsákmányolt német harckocsival

A szökevények a vasúti vágányok mentén a Soła, majd a Visztula folyóig értek, ez utóbbin egy ott talált csónakkal keltek át. A kis-lengyelországi Alwernia nevű városkában a lelkésztől ennivalót és vezetőt kaptak. Útjukat Tyniec (ma Krakkó része), Wieliczka és Bochnia irányába folytatták, míg az utóbbi várostól 8 km-re fekvő Nowy Wiśniczben meg nem találták az igazi Tomasz Serafińskit. Itt léptek kapcsolatba a Honi Hadsereggel és előadták a tábor megtámadásának tervét. Ezt a Honi Hadsereg vezetése irreálisnak tartotta és elutasította.
1943. november 11-én lovassági századossá léptették elő.
1944-ben belépett a NIE nevű titkos antikommunista szervezetbe, amely a Honi Hadseregen belül a lehetséges szovjet megszállás elleni ellenállást készítette elő.

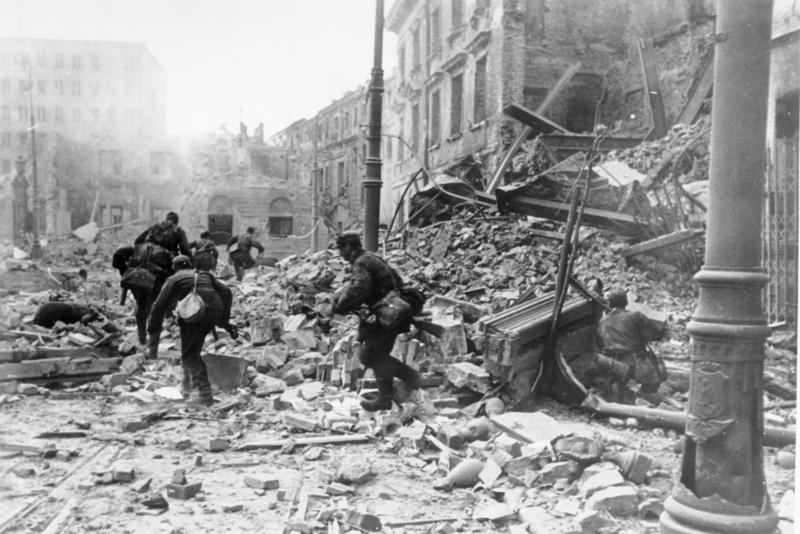
Az utolsó utcai harcok Varsóban 1944 szeptemberének végén

Amikor 1944. augusztus 1-jén kitört a varsói felkelés Pilecki a Honi Hadsereg Főparancsnokság Diverziós Vezetésénél (többek között a Hírszerző Dandárnál helyettes parancsnokként) szolgált. Először rangrejtve egyszerű közlegényként harcolt, később, amikor több tiszt elesett, felfedte magát, és elvállalta csapatának parancsnokságát. Varsó egyik erődített körzetét védték két héten át a szüntelen német támadással szemben. A felkelés elbukott, Pileckit elfogták és először a sziléziai Stalag VIII-B Lamsdorf (később: Stalag-344) (Lamsdorf ma Łambinowice), majd a Murnau am Staffelsee-i Oflag VII A Murnau elnevezésű hadifogolytáborba vitték. A hadifogolytáborból 1945. július 9-én szabadult. Nem sokkal később csatlakozott az Olaszországban állomásozó 2. Lengyel Hadtesthez és megírta Auschwitzról szóló monográfiáját.

## Az új hatalom

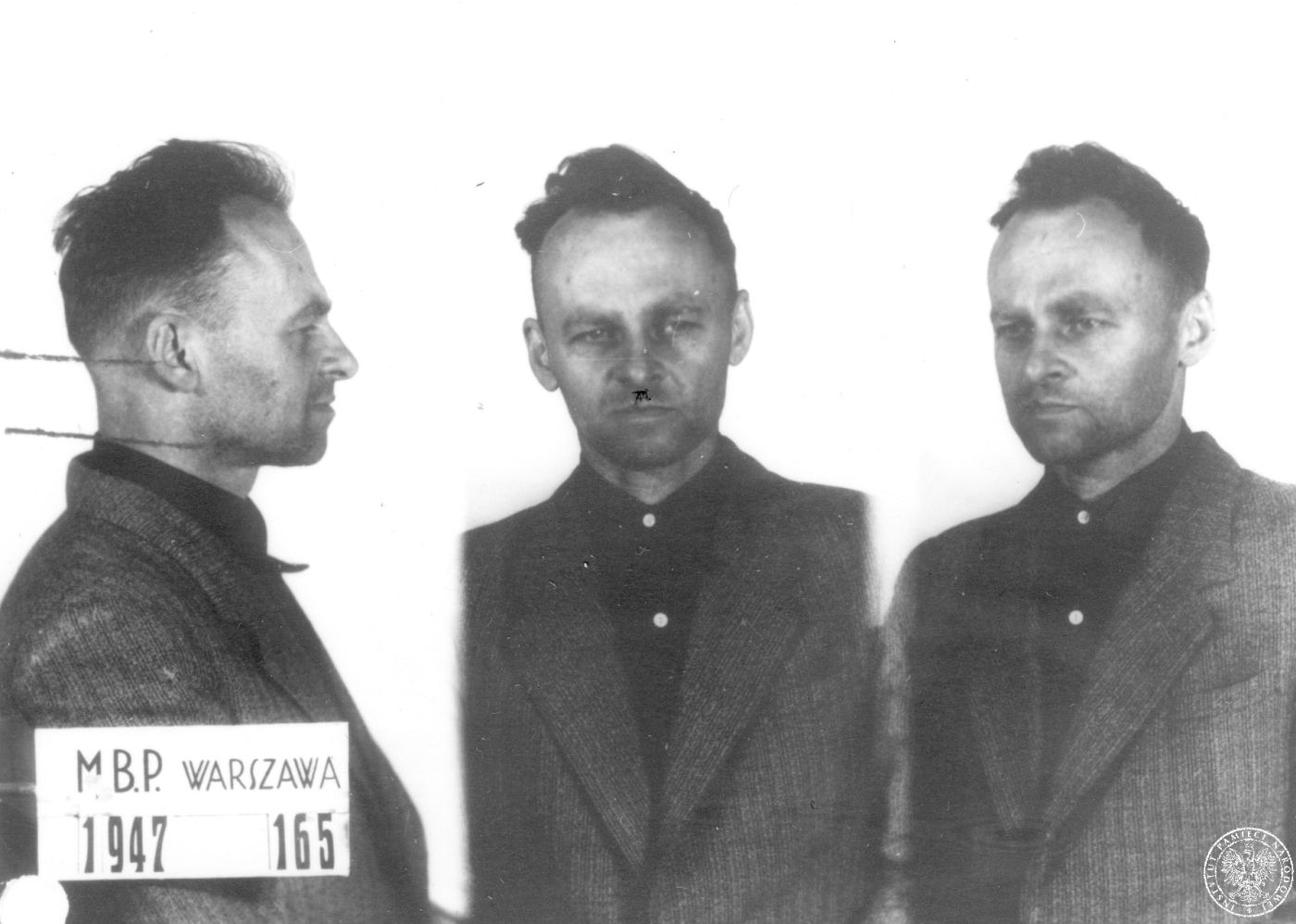
Witold Pilecki bűnügyi felvételei a varsói mokotówi börtönben, 1947-ben

A lengyel emigráns kormány és a lengyel-szovjet kommunista vezetés közötti viszony egyre jobban megromlott. Władysław Anders tábornok, a 2. Lengyel Hadtest (a legnagyobb nyugaton állomásozó lengyel haderő) parancsnoka felkérte Pileckit, hogy térjen vissza Lengyelországba, és tájékoztassa őt a kialakult helyzetről.
Pilecki új személyazonosságot vett fel, 1945 októberében Lengyelországba utazott, és kiépítette hírszerző hálózatát. 1946 tavaszára azonban a lengyel emigráns kormány reménytelennek ítélte a politikai helyzetet Lengyelország szabadságának visszaállítására, és utasította a még aktívan küzdő harcosait, hogy térjenek vissza a civil életbe vagy szökjenek nyugatra. 1946 júliusában értesítették Pileckit arról, hogy valószínűleg dekonspirálták, és az ország elhagyására utasították. Ezt Pilecki visszautasította. 1947 áprilisában bizonyítékokat kezdett gyűjteni a szovjet atrocitásokról, és lengyelek (főként a Honi Hadsereg és a 2. Lengyel Hadtest katonáinak) bebörtönzéséről az NKVD táboraiba, kivégzéséről, szibériai munkatáborokba hurcolásáról.
1947. május 8-án tartóztatta le a kommunista állambiztonsági szolgálat (Urząd Bezpieczeństwa, UB). Az ellene folyó nyomozást Roman Romkowski ezredes vezette.
Többször megkínozták, ennek ellenére Pilecki nem fedte fel társait.

## A vád és a büntetés

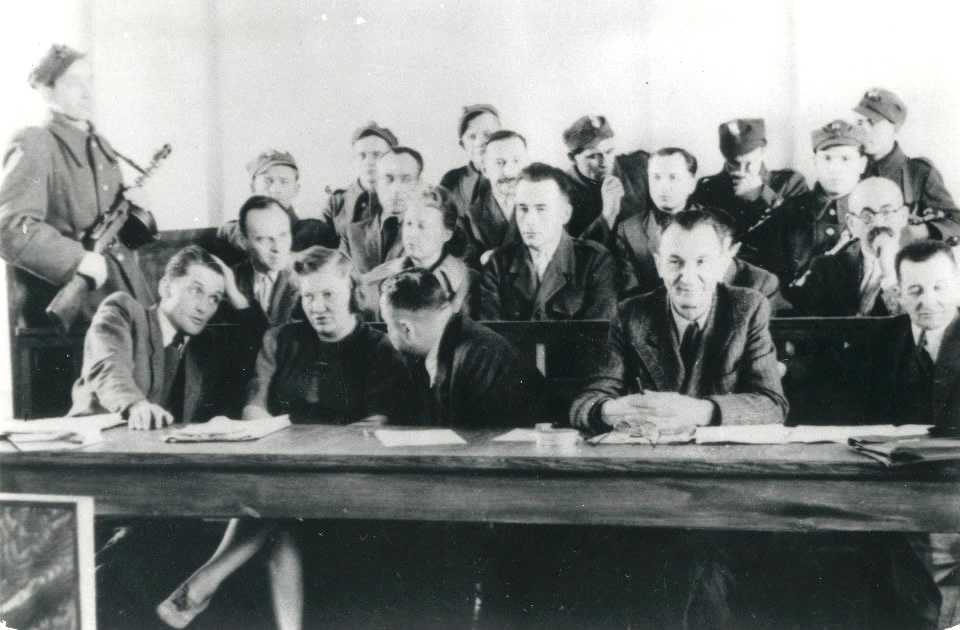
Pilecki százados a vádlottak padján 1948 márciusában

1948. március 3-án a varsói Körzeti Katonai Bíróság előtt kezdődött az úgynevezett Witold-csoport pere. Ellene tanúskodott a későbbi lengyel miniszterelnök, Józef Cyrankiewicz, maga is auschwitzi túlélő. Az ügyész – Czesław Łapiński őrnagy – vádiratában tiltott határátlépés, közokirat-hamisítás, hadkötelezettség megsértése, visszaélés lőfegyverrel, kémkedés és merénylet előkészületének bűntettével vádolta.
A büntető tanács elnöke Jan Hryckowian alezredes, tagja Józef Badecki százados volt.
Pileckit 1948. május 15-én golyó általi halálra ítélték. A védő, Pilecki felesége és Pilecki auschwitzi barátai Bolesław Bierut köztársasági elnökhöz kegyelmi kérvényt nyújtottak be. A köztársasági elnök a kegyelmi kérvényt elutasította.
1948. május 25-én végezték ki, utolsó szavai: „Éljen a szabad Lengyelország!”  Pilecki elhantolásának helye máig ismeretlen.
1989-ig a Lengyel Népköztársaságban valamennyi Pileckivel kapcsolatos adatot szigorúan cenzúráztak.

## Rehabilitáció és utóélet

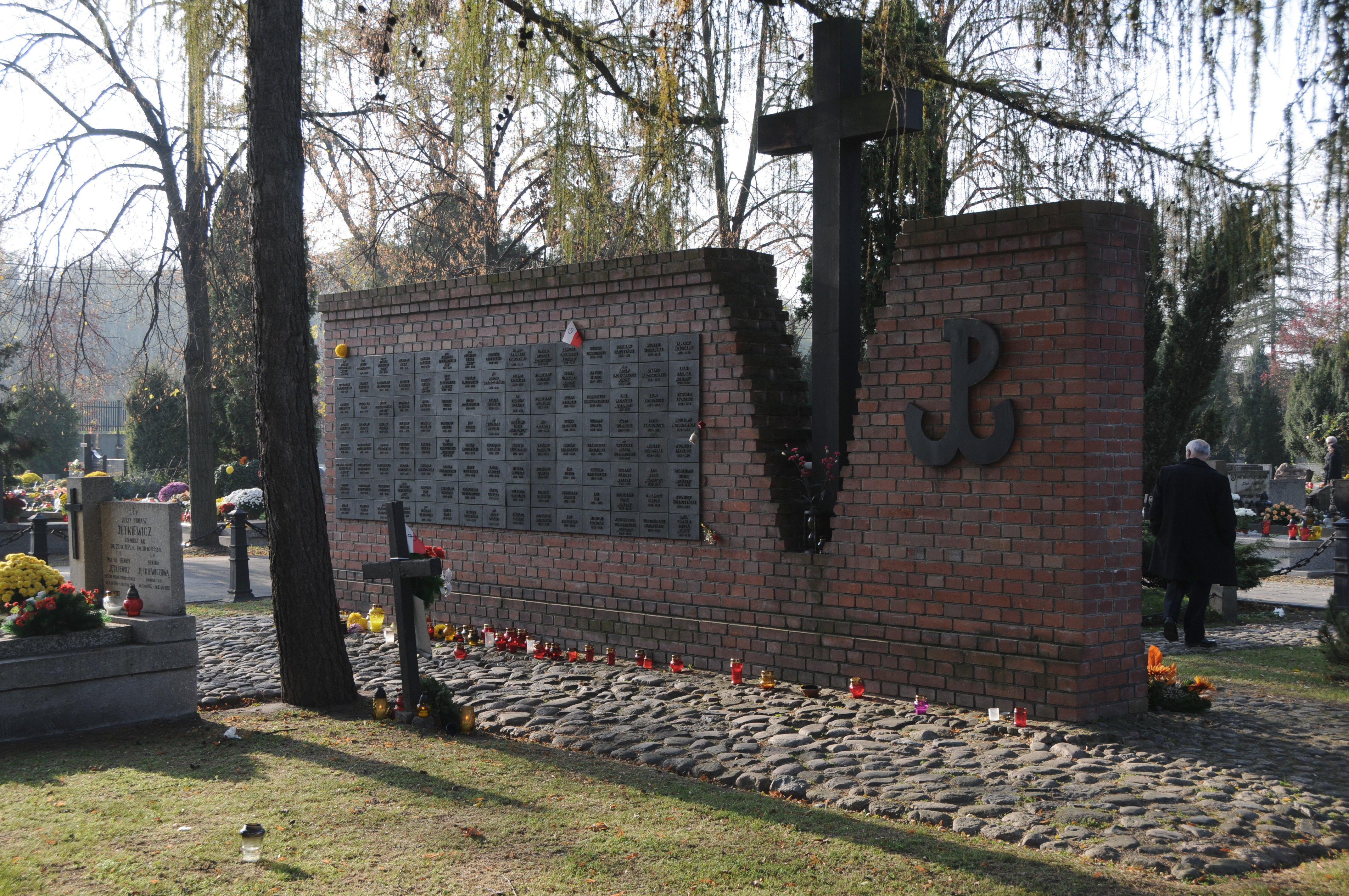
Powązki Katonai Temető, Kwatera na Łączce

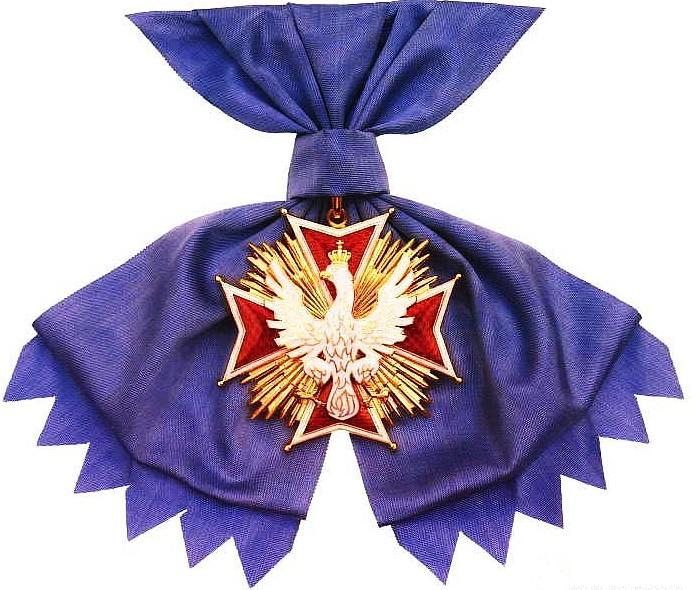
A lengyel Fehér Sas Érdemrend

1990-ben a Katonai Főügyészség a Pilecki elleni per felülvizsgálatát kezdeményezte. Az ítéletet 1990. október 1-jén semmisítették meg. Szimbolikus sírja a varsói Powązki katonai temető Kwatera na Łączce emlékfalában van.
2006. július 30-án, a varsói felkelés 62. évfordulójára rendezett ünnepségek keretében Lech Kaczyński köztársasági elnök Pileckit posztumusz a Fehér Sas Érdemrenddel tüntette ki.

## További szakirodalom, feldolgozások
- Jack Fairweather: Az önkéntes; ford. Sárossy-Beck Anita; Szeged, Maxim Kiadó, 2022; Mont Blanc válogatás sorozat (a téma teljes körű brit feldolgozása, eredetiben: The Volunteer, 2019)[1]
- Witold Pilecki lovassági kapitány auschwitzi jelentése; szerk. Biernacki Karol, Michał Siwiec-Cielebon, Rotár Krisztina; Lengyel-Magyar Kulturális Egyesület, Szeged, 2022
- Witold Pilecki lovassági kapitány, 1901–1948; vál., feldolg., jegyz. Jacek Pawłowicz, közrem. Horváth Zsolt, Illés Veronika, ford. Borzon Dániel, Szilágyi Gábor; Nemzeti Emlékezet Bizottsága–Lengyel Intézet–Instytut Pamięci Narodowej, Budapest–Varsó, 2023
- Nem hittek a politikusok a holokausztot leleplező lengyel tisztnek (Múlt-Kor, 2009. a Times Online nyomán)
- Jóvátételt követel apja kivégzéséért az auschwitzi haláltábor hősének fia = Origó, 2022)

1. ↑  Moly: Jack Fairweather: Az önkéntes. (Hozzáférés: 2022. december 28.)